# Carla Harvey
Carla Harvey (ur. 4 października 1976 w Detroit, Michigan), znana również jako Bridgette Banks – amerykańska wokalistka i autorka tekstów. Carla Harvey znana jest przede wszystkim z występów w zespole Butcher Babies, którego członkinią pozostaje od 2010 roku. Do 2015 roku nagrała wraz z grupą dwa albumy studyjne Goliath oraz Take It Like a Man (2015). W latach poprzednich była prezenterką erotycznej stacji telewizyjnej Playboy TV. Ponadto, w latach 2000–2009 występowała w filmach pornograficznych z gatunku softcore.

## Dyskografia
- Alleluia! The Devil’s Carnival Soundtrack (2015, Cleopatra Records)[5]

## Filmografia
- Frankenstein vs. the Creature from Blood Cove (jako Beula, 2005, film fabularny, reżyseria: William Winckler)[6]
- Alleluia! The Devil's Carnival (jako Lock/The Rosy Bayonettes, 2015, film fabularny, reżyseria: Darren Lynn Bousman)[7]

## Komiksy
- Anthony Winn, Carla Harvey, Butcher Babies, 2011, Deep Cut Productions[8]
- Anthony Winn, Carla Harvey, Soul Sucka, 2015, Deep Cut Productions[8]

## Książki
- Carla Harvey, Death and Other Dances, 2014, Pretty Girls Do Ugly Things Publishing, ISBN 9780996013703[9]